# 福音寺町

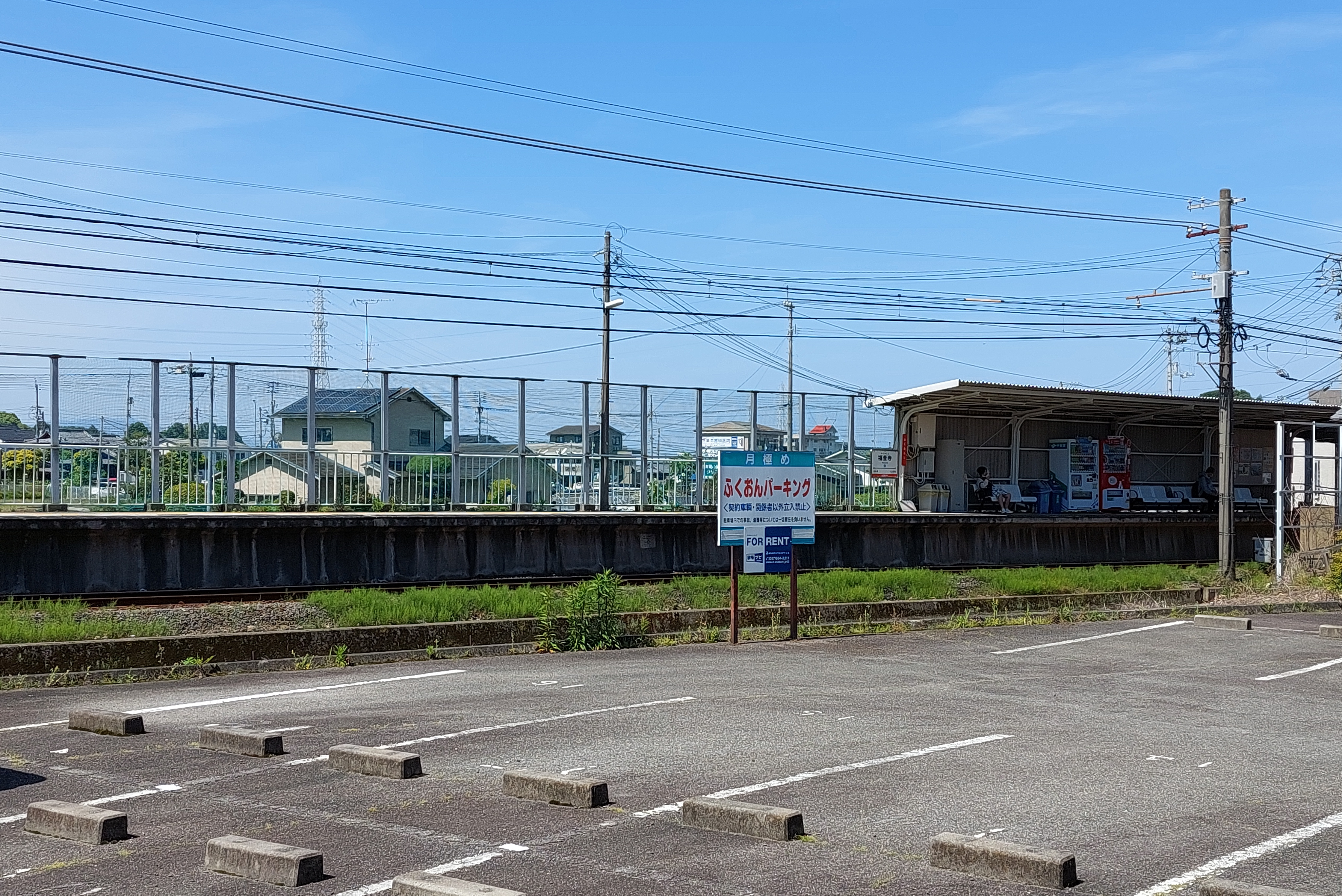
福音寺駅

福音寺町（ふくおんじまち）は愛媛県松山市の地名。2012年1月1日現在の人口は3,794人、世帯数は1,789世帯。郵便番号は790-0921。

## 地理
松山市南東部に位置する。
三町、松末、枝松、小坂、天山、東石井、星岡町、北久米町と接している。

## 校区
市立の小・中学校に通う場合、北久米小学校、福音小学校、久米中学校の学区となる。

## 交通
伊予鉄道横河原線の福音寺駅が町内にある。

## 施設
- 駅　伊予鉄道横河原線福音寺駅
- 公共施設　イヨテツボウリングセンター
- 店舗　DCM福音寺店
- 学校　松山市立福音小学校、松山市立北久米小学校
- 温泉　天山トロン温泉